# Asplenium marinum
Asplenium marinum — вид рослин з родини аспленієві (Aspleniaceae). 

## Опис
Вічнозелені, в пухких розетках листові пластини від 6 до 40 (до 58) см завдовжки. Листове стебло червонувато-коричневе. Яйцеподібні спори (23)27–32(38) мікрон в діаметрі. Спороношення з березня по листопад.

## Поширення
Батьківщина: Північна Африка (Марокко, Алжир, Туніс), Західна Європа: Канарські острови, Мадейра, Азорські острови, береги Атлантики: Велика Британія (особливо західне узбережжя), Ірландія, на півдні Норвегії, береги  Середземного моря: Каталонія, Балеарські острови, на півдні Франції, Корсики на північ від Сардинії, Тоскані, на узбережжі Лаціо, Мальта. Зустрічається на скелях і гірських породах близько до моря, іноді навіть в межах зони розбризкування, на що вказує видова назва. 

## Галерея

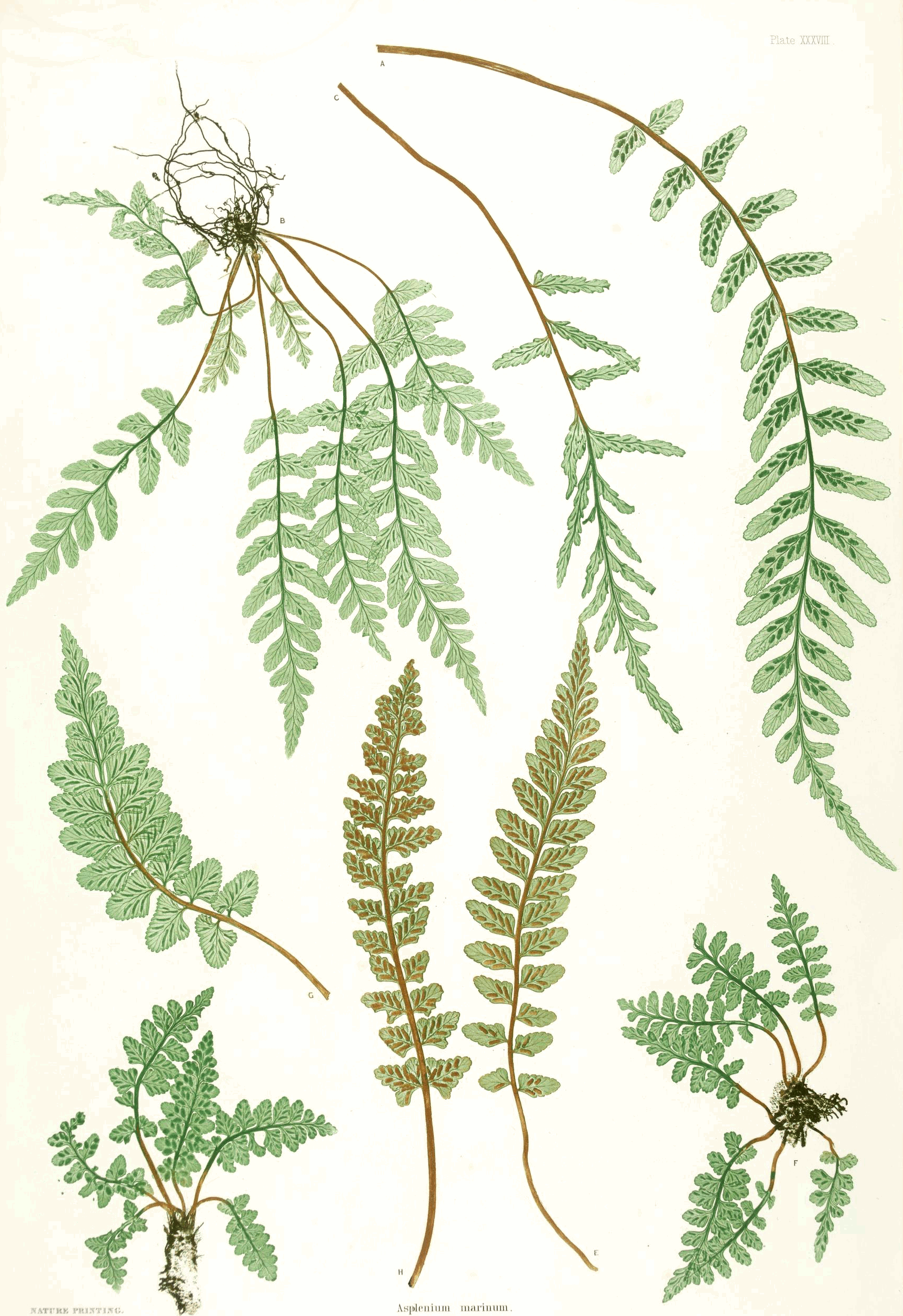
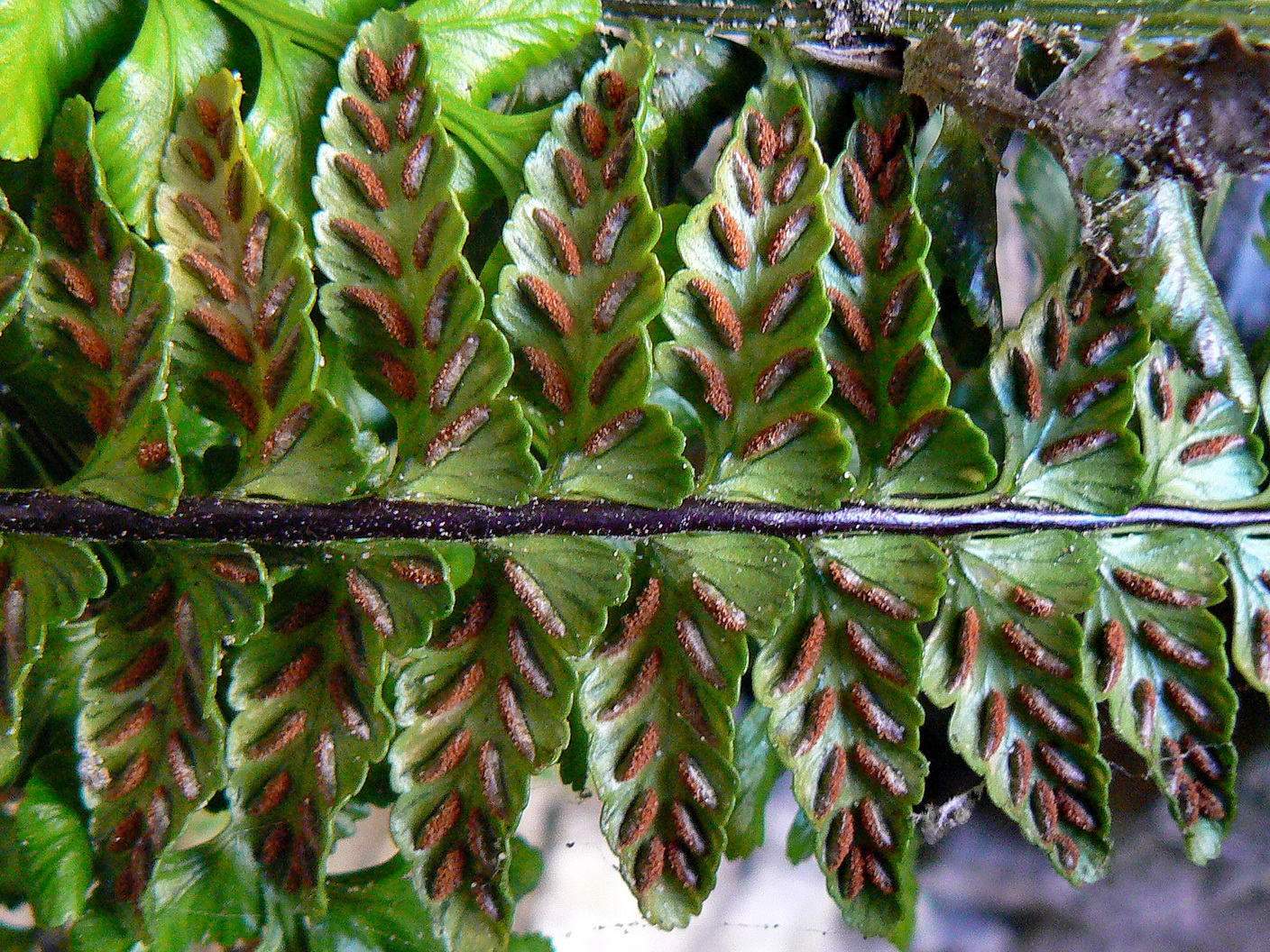